# كارولين كيبيكوس
كارولين كيبيكوس (بالألمانية: Carolin Kebekus)‏ هي مغنية وممثلة ألمانية، ولدت في 9 مايو 1980 في ألمانيا. من الجوائز التي نالتها Deutscher Comedypreis ‏ سنة 2013 وDeutscher Comedypreis ‏ سنة 2014 وDeutscher Comedypreis ‏ سنة 2015 وDeutscher Comedypreis ‏ سنة 2016 وDeutscher Comedypreis ‏ سنة 2017.

## جوائز وترشيحات
جوائز
- Deutscher Comedypreis [الإنجليزية]‏ (2013)
- Deutscher Comedypreis [الإنجليزية]‏ (2014)
- Deutscher Comedypreis [الإنجليزية]‏ (2015)
- Deutscher Comedypreis [الإنجليزية]‏ (2016)
- Deutscher Comedypreis [الإنجليزية]‏ (2017)

ترشيحات
- Deutscher Comedypreis [الإنجليزية]‏ (2011)

## وصلات خارجية
- كارولين كيبيكوس على موقع IMDb (الإنجليزية)
- كارولين كيبيكوس على موقع روتن توميتوز (الإنجليزية)
- كارولين كيبيكوس على موقع مونزينجر (الألمانية)
- كارولين كيبيكوس على موقع ألو سيني (الفرنسية)
- كارولين كيبيكوس على موقع ميوزك برينز (الإنجليزية)
- كارولين كيبيكوس على موقع ديسكوغز (الإنجليزية)
- كارولين كيبيكوس على موقع قاعدة بيانات الفيلم (الإنجليزية)
- كارولين كيبيكوس على موقع كينوبويسك (الروسية)